# 文野旅行社
文野旅行社（ぶんのりょこうしゃ）は、アルゼンチンに所在する旅行会社。

## 概要
アルゼンチンのブエノスアイレスに事務所があり、日本語に対応している。
アルゼンチンの首都ブエノスアイレスはもとより、サルタ、パタゴニア地方などへの旅行ツアーを手掛け、そこに重点が置かれている。また、当所のホテル予約も行っている。
また、チリやパラグアイおよびウルグアイでの旅行ツアーや南極の観光ツアーも手がけている。
アルゼンチン国内の航空券、南米各国から日本への航空券についても、販売や発券も行っている。
また、日本語ガイドの手配も行っている。

## 事務所所在地
Suipacha 963,  4to Piso Of.31  - C1008AAS -  Buenos Aires -  Argentina
C線のヘネラル・サン・マルティン駅（La estación General San Martín）から300mほどの場所に位置する。